# Finding Bliss
Finding Bliss (Brasil: O Amor em Êxtase ) é um filme estadunidense de comédia romântica de 2009 escrito e dirigido pela cineasta Julie Davis (Amy Orgasm). Finding Bliss explora  a indústria do cinema pornográfico através dos olhos de uma idealista formada na escola de cinema de 24 anos, Jody Balaban (interpretada por Leelee Sobieski).

## Sinopse
Jody (Leelee Sobieski) é jovem, bela e recém-formada numa excitante carreira de cineasta. Seu sonho é fazer um filme, que discuta o amor, o sexo e tudo que satisfaça num relacionamento. Depois de tentar muitas vezes um emprego em um grande estúdio de cinema, Jody sente-se impotente e com uma pilha de contas para pagar. É neste momento que surge a chance de trabalhar numa produtora de filmes adultos! Sem deixar o sonho broxar, Jody topa o desafio e ao mesmo tempo dá um jeito de usar os instrumentos da produtora, para fazer o tão sonhado filme de amor. Tudo corre bem até ela encarar o durão diretor de filmes adultos Jeff (Matthew Davis). O Amor em Êxtase é uma divertida e apimentada comédia sobre perseguir seus sonhos, independente das posições que o levem até eles!

## Elenco
- Leelee Sobieski como Jody Balaban
- Matthew Davis como Jeff Drake
- Denise Richards como Laura/Bliss
- Mircea Monroe como Sindi
- Jamie Kennedy como Richard 'Dick' Harder
- Kristen Johnston como Irene
- P. J. Byrne como Gary
- Caroline Aaron como Debra Balaban
- Tim Bagley como Alan Balaban
- Christa Campbell como Kato
- Mr. Marcus como Jake B. Bigg
- Sammi Hanratty como jovem Young Jody Balaban
- Donnamarie Recco como Kathleen
- Stormy Daniels como uma estrela pornô
- Garry Marshall como ele mesmo
- Ron Jeremy como ele mesmo
- Zach Cumer como Bobby Daples
- Mario Cassem como Morris Goldstein
- Dan Taylor como Cute Guy
- Julie Davis como Dyan Cannons
- G.K. Bowes como como vozes adicionais (sem créditos)

## Lançamento
O filme foi lançado nos cinemas nos Estados Unidos em 4 de junho de 2010 na cidade de Nova York e 11 de junho de 2010 em Los Angeles.

## Festivais de cinema
O filme fez sua estreia no Slamdance Film Festival de 2009.
O filme abriu o Gen Art Film Festival de 2009 em Nova York.